# Jaapiella veronicae
Jaapiella veronicae är en tvåvingeart som först beskrevs av Jean Nicolas Vallot 1827.  Jaapiella veronicae ingår i släktet Jaapiella och familjen gallmyggor. Inga underarter finns listade i Catalogue of Life.